# Rhinocrypta lanceolata
Rhinocrypta lanceolata là một loài chim trong họ Rhinocryptidae.